# Homalomena magna
Homalomena magna är en kallaväxtart som beskrevs av Alistair Hay. Homalomena magna ingår i släktet Homalomena och familjen kallaväxter.
Artens utbredningsområde är Papua Nya Guinea. Inga underarter finns listade.